# Devapala
Devapala war der dritte  König der indischen Pala-Dynastie, bei der es sich um das erste größere Königreich im Osten des Subkontinents handelte. Das Reich florierte vom 8. bis zum 12. Jahrhundert. Devapala gilt zusammen mit seinem Vater Dharmapala als einer der bedeutendsten Herrscher dieser Dynastie und regierte in der ersten Hälfte des 9. Jahrhunderts. Seine Mutter war Rannpadevi, eine Gemahlin von Dharmapala. Dharmapala hatte große Teile von Nordindien unter seine Herrschaft gebracht. Devapala konnte dieses Reich festigen und erweitern. Nach seiner Regierungszeit ist ein langsamer Niedergang der Dynastie zu beobachten.
Mindestens 33 Regierungsjahre, vielleicht sogar 39 Jahre, sind durch Inschriften bezeugt. Auf der Inschrift auf der sogenannten Badal-Säule werden seine militärischen Taten gerühmt. Wichtige historische Dokumente dieser Zeit sind Kupfertafeln, auf denen Landschenkungen der Könige niedergeschrieben sind. Am Beginn der dortigen Texte finden sich in der Regel lange Lobpreisungen auf den jeweiligen Herrscher mit einer Auflistung seiner Ruhmestaten. Trotzdem sind nur wenig konkrete Ereignisse aus seiner Regierungszeit bekannt, da die Historizität der Inschriften nicht immer mit Sicherheit belegt werden kann. Devapala soll eine Expedition nach Odisha geleitet haben, die in zwei Inschriften bezeugt ist. Odisha wurde Teil des Pala-Reiches. Inschriften berichten von weiteren Eroberungen, doch ist die Lokalisierung der genannten Orte oftmals unsicher. Devapala galt zusammen mit seinem Vater Dharmapala als Unterstützer des Buddhismus und soll zahlreiche wichtige Klöster gegründet haben, darunter ist vor allem Somapura Mahavihara in Bengalen zu nennen. Ein wichtiges Dokument seiner Regierungszeit ist die Nalanda-Kupferplatte aus dem Kloster von Nalanda. Danach bat König Balaputra-deva aus dem Reich von Srivijaya (Malaiische Halbinsel und Java) darum, ein Kloster in Nalanda bauen zu können. Devapala stimmte dem zu und schenkte dem König fünf Dörfer, die den Unterhalt des Klosters sicherstellen sollten.
Sein Nachfolger war, wie eine 1978 gefundene Kupferplatte belegt, Mahendrapala. Die Inschrift nennt auch Mahaja, die Gemahlin von Devapala und Mutter des Mahendrapala.